# Kosta Tomašević
Kosta Tomašević (Ópazova, 1923. július 25. – Belgrád, 1976. március 13.) szerb labdarúgócsatár.
A jugoszláv válogatott tagjaként részt vett az 1948. évi nyári olimpiai játékokon és az 1950-es labdarúgó-világbajnokságon, előbbin ezüstérmet nyertek.